# Azeta exea
Azeta exea är en fjärilsart som beskrevs av Walker 1866. Azeta exea ingår i släktet Azeta och familjen nattflyn. Inga underarter finns listade i Catalogue of Life.